# 徐興泰
徐興泰（1932年—），是一名游泳運動員，主攻蛙式項目。他出身於中國大陸，隨軍隊來到台灣之後開始練習游泳，在蛙式方面屢屢打破紀錄，曾入選1956年夏季奧林匹克運動會集訓名單，最終未能成行。1958年，於東京舉辦的1958年亞洲運動會游泳比賽男子200公尺蛙式項目以2分47秒3的成績獲得銀牌。退役後成為臺北市立體育學院指導教練，亦擔任中華民國游泳協會要職，曾出版多本游泳相關書籍。